# Wojciech Jankowiak
Wojciech Jankowiak (ur. 17 kwietnia 1956 w Wolsztynie) – polski polityk, urzędnik państwowy i samorządowy, były wicewojewoda poznański i wielkopolski, od 2006 członek zarządu województwa wielkopolskiego, od 2007 w randze wicemarszałka.

## Życiorys
Syn Józefa i Heleny. Ukończył studia na Wydziale Prawa i Administracji Uniwersytetu im. Adama Mickiewicza w Poznaniu oraz studia podyplomowe w Szkole Głównej Planowania i Statystyki w Warszawie. W 2013 został prezesem zarządu Stowarzyszenia Absolwentów Uniwersytetu im. Adama Mickiewicza w Poznaniu.
W latach 1989–1990 zajmował stanowisko wiceprezydenta Poznania, następnie był kolejno zastępcą kierownika Urzędu Rejonowego w tym mieście (do 1993), dyrektorem departamentu w Urzędzie Rady Ministrów (do 1996), wicewojewodą poznańskim (do 1998) i członkiem zarządu województwa wielkopolskiego (do 2001).
Członek Polskiego Stronnictwa Ludowego. Z jego listy kandydował do Sejmu w 2001, 2005, 2007, 2011, 2015 i 2019 oraz do Parlamentu Europejskiego w 2014.
W okresie od 2001 do 2003 pełnił funkcję wicewojewody wielkopolskiego, a po odwołaniu do 2006 dyrektora Departamentu Rozwoju Regionalnego w urzędzie marszałkowskim. W wyborach samorządowych w 2006 uzyskał mandat radnego sejmiku III kadencji. W tym samym roku wszedł w skład zarządu województwa. W 2007 objął stanowisko wicemarszałka (w miejsce Józefa Rackiego, wybranego na posła VI kadencji).
W wyborach w 2010 również został radnym województwa. 1 grudnia tego samego roku ponownie objął stanowisko wicemarszałka. W 2014 po raz kolejny z powodzeniem kandydował na radnego województwa, utrzymał następnie funkcję wicemarszałka w nowym zarządzie. Również w 2018 został wybrany na radnego sejmiku, pozostając wicemarszałkiem województwa. Mandat radnego województwa oraz funkcję wicemarszałka utrzymał następnie także w 2024.

## Odznaczenia i wyróżnienia
Odznaczony Złotym Krzyżem Zasługi (1997), Krzyżem Kawalerskim Orderu Odrodzenia Polski (2005), Odznaką Honorową „Zasłużony dla Rolnictwa” (2015), Odznaką Honorową za Zasługi dla Samorządu Terytorialnego (2015) oraz Odznaką Honorową „Zasłużony dla Kolejnictwa” (2025).
W 2007 został honorowym obywatelem Grodziska Wielkopolskiego. Wyróżniony Medalem Honorowym im. Józefa Tuliszkowskiego (2012), Odznaką Honorową Oddziału Wojewódzkiego Związku Ochotniczych Straży Pożarnych RP w Poznaniu „Semper Vigilant” (2012), Komandorią Missio Reconciliationis (2013), Złotą Odznaką Honorową „Wierni Tradycji” przyznaną przez Towarzystwo Pamięci Powstania Wielkopolskiego 1918/1919 (2022), Medalem „Zasłużony dla Powiatu Grodziskiego” (2023), Medalem Wolności i Demokracji im. Stanisława Mikołajczyka (2023) oraz Medalem za zasługi dla Uniwersytetu im. Adama Mickiewicza (2023).